# Spearhafoc
Spearhafoc est un prélat chrétien anglais du XIe siècle, également réputé pour ses talents d'orfèvre.

## Biographie
Moine à Bury St Edmunds, Spearhafoc est nommé abbé du monastère d'Abingdon par le roi Édouard le Confesseur vers 1047. Il est également un orfèvre réputé, dont les talents dans le travail de l'or et de l'argent sont loués par Goscelin et la chronique de l'abbaye d'Abingdon. Goscelin mentionne notamment des statues de l'évêque Liudhard et de la reine Berthe de Kent réalisées par ses soins pour l'abbaye Saint-Augustin de Cantorbéry.
En 1051, Spearhafoc est élu évêque de Londres après l'accession de Robert de Jumièges au siège de Cantorbéry. Cependant, le nouvel archevêque refuse d'entériner cette nomination et de sacrer Spearhafoc. Ce dernier occupe le siège de Londres jusqu'à l'automne, après quoi il est chassé de la ville. Il fuit l'Angleterre en emportant un butin précieux comprenant notamment l'or et les joyaux avec lesquels il était censé produire une couronne pour le roi Édouard le Confesseur.
Le nom Spearhafoc signifie « épervier » en vieil anglais. Il correspond à l'anglais moderne sparrowhawk. C'est vraisemblablement un surnom, mais on ne lui connaît pas d'autre nom.